# Marisa Leonie Bach
Marisa Leonie Bach (1978) es una actriz alemana.

## Biografía
Marisa es descendiente directa del aclamado compositor alemán del período barroco: Johann Sebastian Bach.
Bach habla inglés con fluidez.
En octubre del 2000 se casó con el actor alemán Ken Duken, la pareja le dio la bienvenida a su primer hijo Viggo Duken en octubre del 2009.

## Carrera
En el 2006 interpretó dos personajes distintos en dos episodios diferentes de la serie Inga Lindström, a Ebba Schalin durante el episodio "Die Frau am Leuchtturm" y a Maja Larsson en el episodio "Das Geheimnis von Svenaholm".
En el 2014 apareció como invitada en la serie Add a Friend donde interpretó a Clarissa Peters.

## Filmografía[1]

### Series de televisión
| Año  | Título                 | Personaje        | Notas                                            |
| ---- | ---------------------- | ---------------- | ------------------------------------------------ |
| 2014 | Die Familiendetektivin | -                | 2 episodios                                      |
| 2014 | Add a Friend           | Clarissa Peters  | 3 episodios                                      |
| 2012 | Flemming               | Swantje Koch     | episodio "Der Mord des Jahrhunderts"             |
| 2012 | Tatort                 | Empleada         | episodio "Der traurige König"                    |
| 2012 | Das Traumhotel         | Julia Zeller     | episodio "Vietnam"                               |
| 2011 | Küstenwache            | Fenja Kessler    | episodio "In den Fängen der Macht"               |
| 2010 | SOKO Wismar            | Maja Rohde       | episodio "Väter und Söhne"                       |
| 2008 | Hallo Robbie!          | Cora Mantei      | episodio "Geheimnis unter Wasser"                |
| 2008 | Unschuldig             | Manuela Blümlein | episodio "Große Fische"                          |
| 2008 | Die 25. Stunde         | Sophie           | episodio "Fegefeuer"                             |
| 2007 | Die Rettungsflieger    | Sarah            | episodio "Neuanfänge"                            |
| 2006 | Inga Lindström         | Ebba Schalin     | episodio "Die Frau am Leuchtturm"                |
| 2006 | LadyLand               | Elaine           | episodio "Die Kandidatin/Der Akt/Die Telenovela" |
| 2005 | Axel! wills wissen     | Patrice          | 5 episodios                                      |
| 2004 | Einsatz in Hamburg     | Miriam Ellbrock  | episodio "Bei Liebe Mord"                        |
| 2004 | SOKO 5113              | Hanna Lebert     | episodio "Eine feine Gesellschaft"               |

### Películas
| Año  | Título                     | Personaje | Notas |
| ---- | -------------------------- | --------- | --- |
| 2017 | Berlin Falling             | Claudia   | junto a Tom Wlaschiha, Ken Duken, Kida Khodr Ramadan, Tim Wilde y Ricardo Ewert                                    |
| 2015 | Treppe Aufwärts            | Marit     | junto a Ken Duken, Leo Heim, Fabian Stumm, Antonio Wannek y Christian Wolff                                        |
| 2015 | Max e Hélène               | Vera      | junto a Carolina Crescentini, Ken Duken, Alessandro Averone, Ennio Fantastichini, Hanno Koffler y Stefano Battiato |
| 2011 | Die Beobachtung            | Lisa      | junto a Ken Duken, Volker Michalowski, Matthias Bernhard Paul, Hartmut Volle y Andrea Wolf                         |
| 2003 | From Another Point of View | Ginger    | corto - junto a Dominique Pinon, Ken Duken y Annalena Duken                                                        |

### Escritora
| Año  | Título                     | Notas             |
| ---- | -------------------------- | ----------------- |
| 2003 | From Another Point of View | corto - escritora |